# 李人龍 (嘉靖進士)
李人龍（1504年—1582年），字子乾，號雲亭，直隸松江府華亭縣人，軍籍，明朝政治人物。

## 生平
嘉靖十年（1531年）辛卯科應天鄉試第八十九名舉人，十四年（1535年）中式乙未科會試第二百九十九名，三甲第八十三名進士。授濟南府推官，十八年（1539年）十一月選南京陝西道監察御史，降廣東布政司都事，升九江府推官、吉安府同知，二十九年（1550年）升為袁州府知府，三十一年（1552年）十二月考察以貪酷不職，謫福建鹽運司同知。升廉州府知府，尋謝病歸。神宗即位，進階亞中大夫。卒年七十九。著有《方田略》、《九蘭道統》、《寶敕樓稿》行于世。

## 家族
曾祖李年；祖父李希賢，訓導；父李政，號前川，恩例冠帶，封济南府推官。母王氏，封孺人。具庆下。弟人凤、人麟、人彪。